# Jane Savage
Jane Savage, née en 1752 ou 1753 et morte le 9 novembre 1824, est une claveciniste et compositrice anglaise. 

## Biographie
Jane Savage nait en 1752 ou 1753. Elle est la fille du musicien et compositeur anglais William Savage (vers 1720–1789) et de son épouse Mary Bolt Savage. Il est probable que Jane Savage ait accompagné son père depuis son domaine près de Tenterden dans le Kent jusqu'à Londres en 1780 ou 1781 et ait vécu à Red Lion Square, Holborn. La plupart de sa musique est publiée au cours de cette période. 
Elle a principalement composé des œuvres vocales ou pour clavier, décrites comme des « pièces de salon ». Il semble qu'elle est composée dans un cadre familial et que sa musique n'ait été joué que de manière privée.
La plupart de ses compositions ont été perdues. En 2020, Hymn for Christmas Day, un hymne sur le texte « While shepherds watched their flocks by night », composé vers 1785 et interprété par l'Asylum for Female Orphans de Londres, a été redécouvert et publié par la Church Music Society. Il s'agit du plus ancien exemple connu d'un hymne de l'Église d'Angleterre composé par une femme. 
Sa cantate Strephan and Flavia utilise le texte d'un recueil de poèmes publiés par sa mère en 1777. Jane Savage publie sa musique à ses propres frais, peu de temps avant la mort de ses parents.
Après la mort de son père et de sa mère Savage épouse le marchand R. Rolleston vers 1790. On ne sait pas si elle a poursuivi sa carrière dans la musique. Elle n'a rien publié sous son nom d'épouse.
Elle meurt à Londres le 9 novembre 1824.

## Œuvres
- Six Sonatas for Harpsichord or Piano (1783)
- Six Rondos for the Harpsichord or Pianoforte, Opus 3 (1786)
- Strephan and Flavia, A Favourite Cantata (voix et clavier) (1786)
- A Favourite Duet (clavier) (1789)
- Two Duets for Voices (1789)
- God Save the King, adapted as a Double Lesson (keyboard) (1789)